# Giovanni Battista Orsini (Johanniter)

Giovanni Battista Orsini, Kupferstich um 1725

Giovanni Battista Orsini (auch Jean-Baptiste des Ursins, Iohannes Baptista de Ursinis, Baptista Ursinus; * unbekannt; † 8. Juni 1476 auf Rhodos) war ein italienischer Adliger und vom 4. März 1467 bis zu seinem Tod der 39. Großmeister des Johanniterordens. Davor war er von 1442 bis 1466 Großprior des Großpriorates von Rom des Ordens.
Um 1470 ließ er die Festung Feraklos auf Rhodos wieder herrichten, um gegen einen befürchteten Angriff der Osmanen gewappnet zu sein. Dieser erfolgte unter seinem Nachfolger d’Aubusson.

Familienwappen von Giovanni Battista Orsini
Großmeisterwappen von Giovanni Battista Orsini
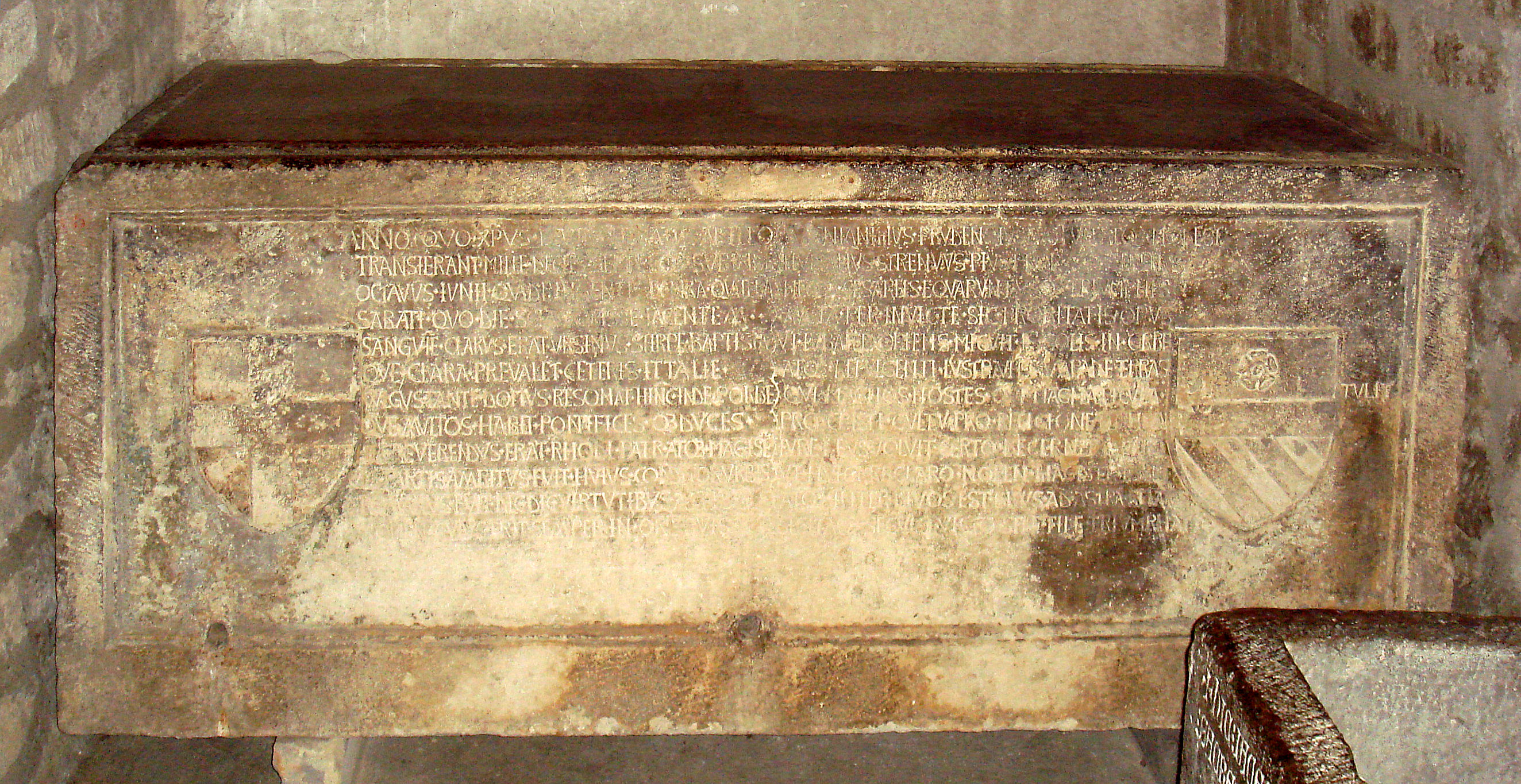
Grabplatte des Großmeisters im Cluny-Museum (Paris)